# La Ilustración Artística
La Ilustración Artística (Ilustración Artística hasta el 4 de enero de 1886 y el número 210) fue una revista ilustrada publicada en Barcelona entre 1882 y 1916.

## Historia
Su primer número apareció el 1 de enero de 1882. Su publicación corría a cargo de la editorial Montaner y Simón. En un principio dio prioridad al grabado frente a la fotografía pero en los últimos años del siglo XIX esta última empezó a imponerse en sus páginas.
Según Sanmartín Bastida, «las imágenes de la revista [junto a las de La Ilustración Ibérica] se encuentran en la línea del "revival" medieval de la última vanguardia pictórica (como la de los pintores prerrafaelistas) y dan a conocer así la moderna pintura europea medievalista». También cuenta con la presencia de críticas y reseñas de obras estrenadas en el extranjero; por otra parte la revista fue pionera —y la publicación «más importante» en este aspecto— en la inclusión de traducciones de cuentos provenientes de Japón en España, hacia 1887.

## Colaboradores
Contó con la colaboración de escritores españoles como Emilia Pardo Bazán —que aportó principalmente contenidos de carácter periodístico—, Emilia Serrano de Wilson «la Baronesa de Wilson» —con relatos de corte «americanista»—, Emilio Castelar, Francisco Giner de los Ríos, Leopoldo Alas «Clarín», Francisco Pi y Margall, Benito Pérez Galdós o Manuel Ossorio y Bernard, entre otros muchos; así como con colaboradores extranjeros, en especial de Francia. Contaba con abundante material gráfico de los artistas del momento, como por ejemplo de escultores como José Campeny.